# Papa Eugen al II-lea
Papa Eugen al II-lea (n. 780 d.Hr., Roma, Imperiul Franc – d. 27 august 827 d.Hr., Roma, Sfântul Imperiu Roman) a fost un papă al Romei.